# Dylan Samberg
Dylan Michael Samberg, född 24 januari 1999, är en amerikansk professionell ishockeyback som är kontrakterad till Winnipeg Jets i National Hockey League (NHL) och spelar för Manitoba Moose i American Hockey League (AHL).
Han har tidigare spelat för Minnesota Duluth Bulldogs i National Collegiate Athletic Association (NCAA) och Waterloo Black Hawks i United States Hockey League (USHL).
Samberg draftades av Winnipeg Jets i andra rundan i 2017 års draft som 150:e spelare totalt.

## Statistik
| 2014–2015   | Hermantown Hawks          |             | 11  | 1  | 0  | 1  | 0  | 3 | 0 | 0 | 0 | 0 |
| 2015–2016   | Hermantown Hawks          |             | 23  | 5  | 13 | 18 | 6  | 3 | 1 | 2 | 3 | 2 |
|             | Team North                |             | 10  | 0  | 2  | 2  | 2  | — | — | — | — | — |
| 2016–2017   | Hermantown Hawks          |             | 25  | 10 | 18 | 28 | 43 | 3 | 0 | 2 | 2 | 2 |
|             | Team North                |             | 18  | 5  | 7  | 12 | 14 | 3 | 1 | 1 | 2 | 4 |
|             | Waterloo Black Hawks      | USHL        | 6   | 1  | 1  | 2  | 0  | 8 | 1 | 2 | 3 | 8 |
| 2017–2018   | Minnesota Duluth Bulldogs | NCAA        | 42  | 1  | 12 | 13 | 43 | — | — | — | — | — |
| 2018–2019   | Minnesota Duluth Bulldogs | NCAA        | 39  | 7  | 12 | 19 | 35 | — | — | — | — | — |
| 2019–2020   | Minnesota Duluth Bulldogs | NCAA        | 28  | 1  | 20 | 21 | 18 | — | — | — | — | — |
| 2020–2021   | Manitoba Moose            | AHL         | 32  | 1  | 6  | 7  | 15 | — | — | — | — | — |
| 2021–2022   | Winnipeg Jets             | NHL         | 1   | 0  | 1  | 1  | 0  | — | — | — | — | — |
|             | Manitoba Moose            | AHL         | 16  | 0  | 5  | 5  | 14 | — | — | — | — | — |
| NHL totalt  | NHL totalt                | NHL totalt  | 1   | 0  | 1  | 1  | 0  | — | — | — | — | — |
| AHL totalt  | AHL totalt                | AHL totalt  | 48  | 1  | 11 | 12 | 29 | — | — | — | — | — |
| NCAA totalt | NCAA totalt               | NCAA totalt | 109 | 9  | 44 | 53 | 96 | — | — | — | — | — |

### Internationellt
| Källa: Uppdaterad: 2022-01-14 | Källa: Uppdaterad: 2022-01-14 | Källa: Uppdaterad: 2022-01-14 |         | Utv = Utvisningsminuter | Utv = Utvisningsminuter | Utv = Utvisningsminuter | Utv = Utvisningsminuter | Utv = Utvisningsminuter |
| År                            | Lag                           | Mästerskap                    | Matcher | Mål                     | Assists                 | Poäng                   | Utv                     |                         |
| ----------------------------- | ----------------------------- | ----------------------------- | ------- | ----------------------- | ----------------------- | ----------------------- | ----------------------- | ----------------------- |
| 2018                          | USA                           | JVM                           | 7       | 1                       | 3                       | 4                       | 8                       |                         |
| 2019                          | USA                           | JVM                           | 7       | 0                       | 2                       | 2                       | 4                       |                         |
| Junior totalt                 | Junior totalt                 | Junior totalt                 | 14      | 1                       | 5                       | 6                       | 12                      |                         |